# Соліс (Техас)
Соліс (англ. Solis) — переписна місцевість (CDP) в США, в окрузі Камерон штату Техас. Населення — 722 особи (2020).

## Географія
Соліс розташований за координатами 26°10′45″ пн. ш. 97°50′58″ зх. д. / 26.17917° пн. ш. 97.84944° зх. д. (26.179141, -97.849461).  За даними Бюро перепису населення США в 2010 році переписна місцевість мала площу 4,24 км², з яких 4,21 км² — суходіл та 0,03 км² — водойми.

## Демографія
Згідно з переписом 2010 року, у переписній місцевості мешкало 512 осіб у 152 домогосподарствах у складі 125 родин. Густота населення становила 121 особа/км².  Було 178 помешкань (42/км²).
Расовий склад населення:
| - 85,0 % — білих - 0,2 % — корінних американців - 11,9 % — осіб інших рас |

До двох чи більше рас належало 2,9 %. Частка іспаномовних становила 84,0 % від усіх жителів.
За віковим діапазоном населення розподілялося таким чином: 31,2 % — особи молодші 18 років, 57,9 % — особи у віці 18—64 років, 10,9 % — особи у віці 65 років та старші. Медіана віку мешканця становила 31,4 року. На 100 осіб жіночої статі у переписній місцевості припадало 91,8 чоловіків;  на 100 жінок у віці від 18 років та старших — 86,2 чоловіків також старших 18 років.
Середній дохід на одне домашнє господарство  становив 48 083 долари США (медіана — 48 429), а середній дохід на одну сім'ю — 50 334 долари (медіана — 49 199). За межею бідності перебувало 12,9 % осіб, у тому числі 19,7 % дітей у віці до 18 років та 3,8 % осіб у віці 65 років та старших.
Цивільне працевлаштоване населення становило 220 осіб. Основні галузі зайнятості: освіта, охорона здоров'я та соціальна допомога — 45,0 %, роздрібна торгівля — 25,5 %, будівництво — 12,3 %, виробництво — 5,9 %.